# Čabiny
Čabiny este o comună slovacă, aflată în districtul Medzilaborce din regiunea Prešov. Localitatea se află la altitudinea de 250 m deasupra n.m., se întinde pe o suprafață de 38,84 km2 și în 2017 număra 349 de locuitori.

## Demografie
| An:                | 1994 | 2004   | 2014   | 2024    |
| ------------------ | ---- | ------ | ------ | ------- |
| Număr de persoane: | 393  | 409    | 374    | 280     |
| Diferență:         |      | +4,07% | −8,55% | −25,13% |

| An:                | 2023 | 2024   |
| ------------------ | ---- | ------ |
| Număr de persoane: | 292  | 280    |
| Diferență:         |      | −4,10% |